# David Puclin
David Puclin (ur. 17 czerwca 1992 w Čakovcu) – chorwacki piłkarz, grający na pozycji pomocnika.

## Kariera piłkarska

### Kariera klubowa
Wychowanek klubu NK Varaždin. W 2011 rozpoczął w 2013 karierę piłkarską w Međimurje Čakovec. 7 sierpnia 2012 przeszedł do HNK Gorica, ale już 5 października 2012 wrócił do Međimurje Čakovec. 8 sierpnia 2014 przeniósł się do HNK Šibenik. Od 23 lipca 2015 do 1 lipca 2016 grał w niemieckim 1. FC Saarbrücken. 9 września 2016 został piłkarzem NK Istra 1961. 19 stycznia 2018 zasilił skład NK Slaven Belupo. 13 lutego 2020 podpisał kontrakt z Worskłą Połtawa.